# گرت بیل
گَرِت فرانک بِیل (انگلیسی: Gareth Frank Bale؛ زادهٔ ۱۶ ژوئیه ۱۹۸۹) بازیکن سابق فوتبال اهل ولز است که به عنوان هافبک و وینگر برای تیم‌هایی همچون تاتنهام هاتسپر و رئال مادرید بازی می‌کرد. او به‌طور گسترده به عنوان یکی از بزرگ‌ترین بازیکنان نسل خود و بزرگترین بازیکن ولزی در تمام دوران شناخته می‌شود.
گرت بیل به دلیل سرعت و شتاب فوق‌العاده، توانایی بالا در دریبل زنی و عبور حریف و شوت زنی دقیق و ویژگی‌های فیزیکی استثنایی به شهرت رسید. بیل خواهرزاده کریس پایک فوتبالیست سابق شهر کاردیف است. وی در سال ۲۰۱۳ با مبلغ ۱۰۰ میلیون یورو به رئال مادرید پیوست که بعد از بلینگهام و هازارد گران‌قیمت‌ترین خرید رئال مادرید تا کنون می‌باشد. در سال ۲۰۲۰ و بعد از ۷ فصل حضور در مادرید و ثبت ۱۰۵ گل و کسب ۱۶ جام مختلف به‌صورت قرضی و با قراردادی یک ساله به تیم تاتنهام هاتسپر بازگشت.

## نام‌گذاری شهر
ولزی‌ها برای تقدیر از ستاره سرشناس تیم ملی فوتبال کشورشان نامی شهری در این کشور را «بیل» گذاشتند. «بالا» شهری کوچک در شمال کشور ولز به‌طور موقت به «بیل» تغییر نام داده است تا به این شکل از گرت بیل، ستاره تیم ولز تقدیر شود.
مقامات شهر بالا برای تجلیل از سرشناس‌ترین بازیکن فوتبال کشورشان که گران‌قیمت‌ترین بازیکن دنیا هم برای مدتی بود، تصمیم گرفتند که در مدت برگزاری رقابت‌های یورو ۲۰۱۶، نام شهرشان را به بیل تغییر بدهند و این کار را راهم کردند ولی بعد از مدتی نام شهر خود را به قبل برگرداند.

## دوران باشگاهی

### آغاز
بیل فوتبال حرفه‌ای را از ساوت‌همپتون و با بازی در خط دفاعی آغاز کرد که تبحر خاصی در اجرای ضربات آزاد داشت. بیل آخرین بازی اش را برای ساتهمپتون در مقابل دربی کانتی انجام داد. همان‌جا که روند گلزنی اش را آغاز کرد مخصوصاً ضربات ایستگاهی خاصش خود را آغاز نمود. او در مجموع ۴۵ بازی انجام داد و ۵ گل زد.

### تاتنهام

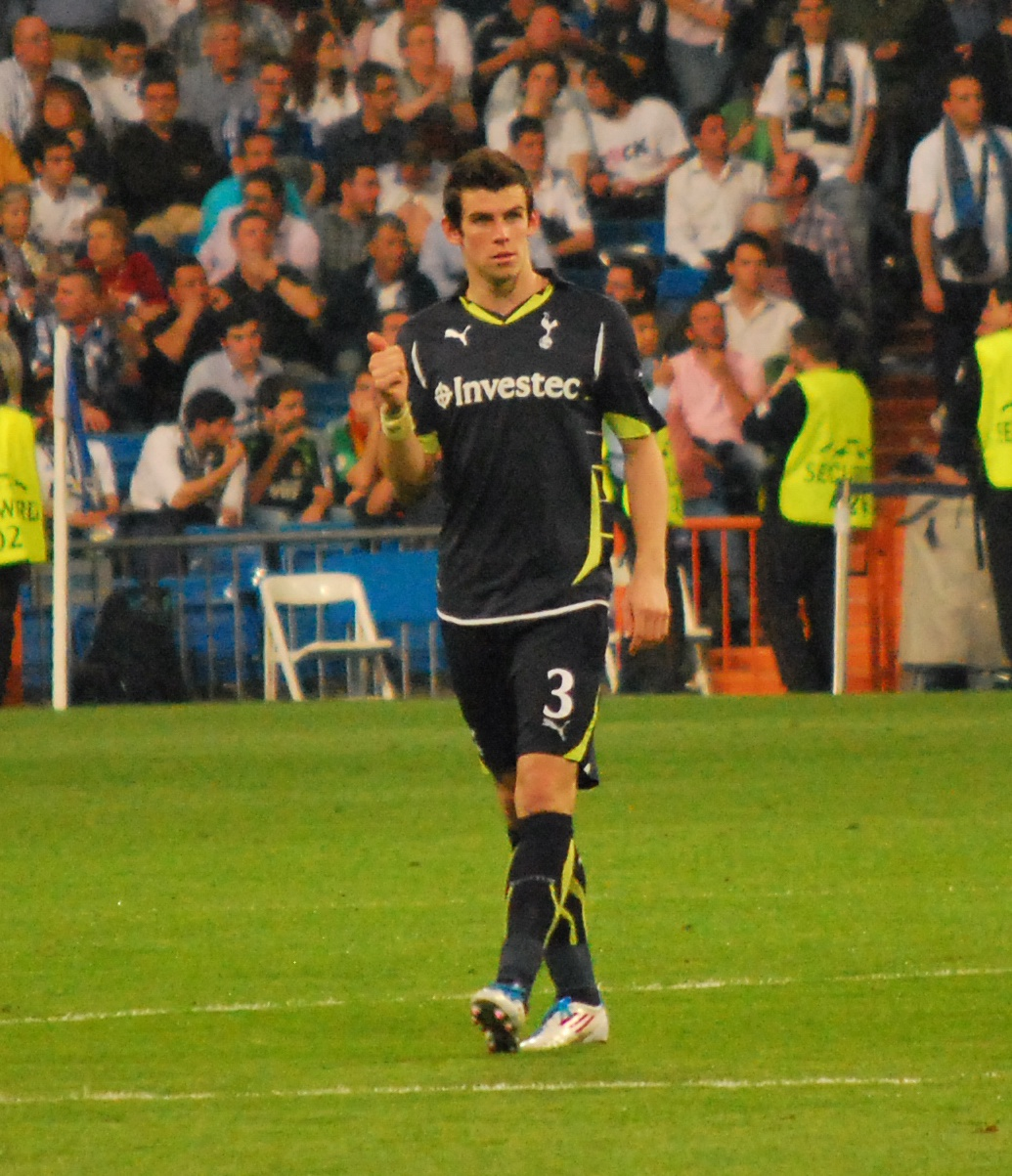
بیل در سال ۲۰۱۱

در ۲۵ می ۲۰۰۷ با مبلغ ۵ میلیون یورو که تا ۱۰ میلیون یورو قابل افزایش بود راهی تاتنهام هاتسپر شد. در ۲۶ اگوست اولین بازی رسمی اش را در مقابل منچستر یونایتد انجام داد. در دومین بازی اش برای تاتنهام در مقابل فولهام گل زد. بیل در ادامه آن فصل از ناحیه رباط مصدوم شد و فصل را کامل از دست داد و مورد عمل جراحی قرار گرفت. در فصل ۲۰۰۹ هم از ناحیه زانو مورد عمل جراحی گرفت؛ ولی بعد از دو ماه در ۲۶ سپتامبر در دقیقه ۸۵ بازی با برنلی وارد زمین شد. در مدتی که در دفاع چپ بود جایش را مرتب با آسو اکوتو عوض می‌کرد گاهی او بد بود و گاهی اکوتو مصدوم بود. با آغاز تغییر باشگاه و حضور در تاتنهام هات اسپرز در سال ۲۰۰۷، با تغییر مدیریتی و تاکتیکی او بیشتر تبدیل به یک بازیکن تهاجمی شد. با آغاز فصل ۲۰۱۰، بیل نقش محوری در تاتنهام، چه در داخل کشور و چه در لیگ قهرمانان اروپا ایفا کرد. نقطه اوج بیل بازی تاتنهام در مقابل اینتر میلان در لیگ قهرمانان اروپا بود در آن بازی تاتنهام ۴–۳ شکست خورد اما آنچه از این دیدار بیش از همه در یادها ماند، هت تریک فوق‌العاده بیل بود. او با تکنیک و سرعت فوق‌العاده‌اش خط دفاعی قهرمان اروپا را بارها به هم ریخت و چیزی نمانده بود که شکست سنگین تیمش را به یک تساوی خاطره انگیز تبدیل کند. توانایی او برای عبور از خط دفاعی اینتر حیرت‌انگیز بود و مایکون که از بهترین مدافعان جهان بود را محو کرد و در بازی بعدی تاتنهام و اینتر میلان باز هم بیل گل زد و پاس گل داد تا تاتنهام این بار ۱–۳ پیروز شود، بیل دفاع اینتر میلان را از هم پاشید و نقطه شهرتش بازی‌های او مقابل اینتر بود. گرت بیل در بازی با نوریچ در حالی که بازی مساوی بود در دقیقهٔ ۹۳ باعث قهرمانی در سوپر کاپ انگلیس شد و لقب او جنگنده نام گرفت. او در تاتنهام در ۲۰۳ بازی ۵۵ گل به ثمر رساند.
در سال ۲۰۲۰ و بعد از ۷ فصل حضور در مادرید و ثبت ۱۰۵ گل و کسب ۱۶ جام مختلف به‌صورت قرضی و با قراردادی یک ساله به تیم تاتنهام هاتسپر بازگشت.

### رئال مادرید

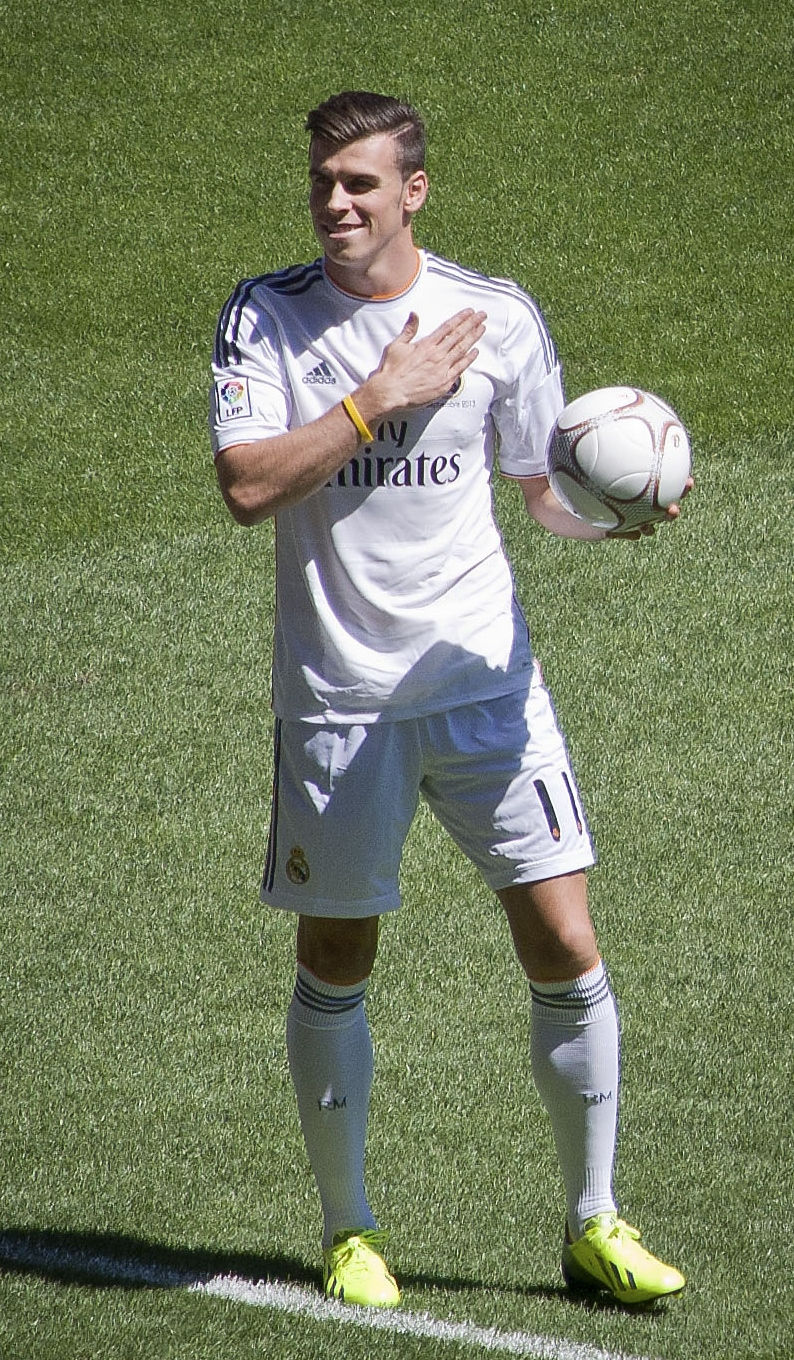
بیل در سال ۲۰۱۳

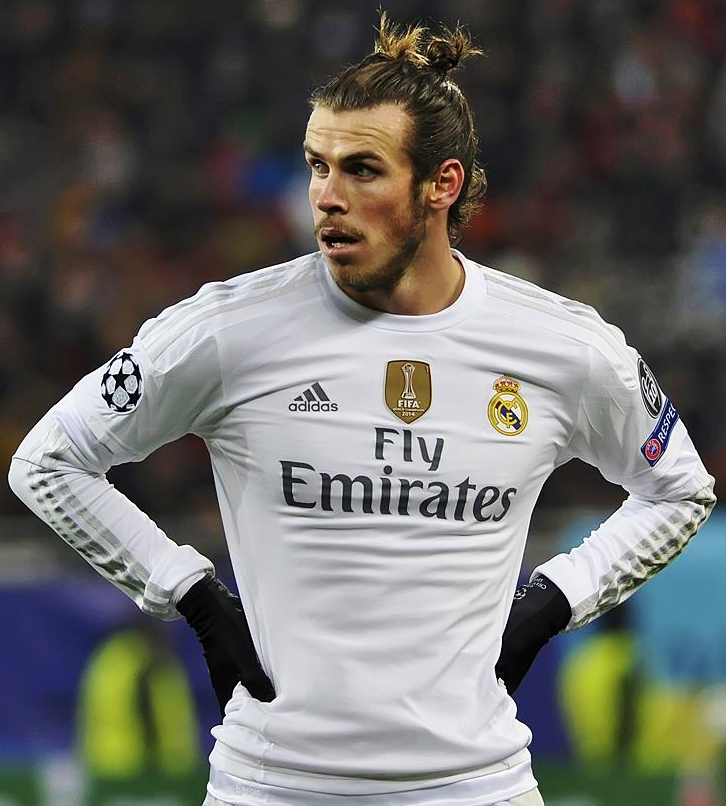
بیل در سال ۲۰۱۵

گرت بیل با مبلغ ۹۱ میلیون یورویی در سال ۲۰۱۳ به رئال مادرید پیوست. این مبلغ (۹۱ میلیون یورو) تا پایان فصل ۲۰۱۵–۲۰۱۶، گرت را گرانترین فوتبالیست تاریخ کرد که پل پوگبا با انتقال ۱۰۵ میلیون یورویی از یوونتوس به منچستر یونایتد رکورد بیل را شکست. در فصل اول حضور در پایتخت اسپانیا گرت بیل به خاطر مبلغ بالای انتقالش زیر ذره بین بود و انتقاداتی از او می‌شد. حتی صحبت‌هایی از اختلاف میان او و کریستیانو رونالدو به گوش می‌رسید که رونالدو در قبال آن سکوت نکرد و ضمن تکذیب اختلافات از گرت بیل حمایت کرد. در نهایت در آخر فصل ۱۴–۲۰۱۳ گرت بیل به همراه رئال مادرید به فینال لیسبون لیگ قهرمانان اروپا رسید و توانست در آن بازی دروازه اتلتیکو مادرید را باز کند و کمک زیادی به رئال مادرید در کسب دهمین قهرمانی اش در اروپا کرد.
گرت بیل پس از حدود دو سال در ترکیب رئال مادرید جا افتاده بود. اما در این فصل مصدومیت‌هایی گریبان گیر او شد. او در ماه سپتامبر در جریان بازی مقابل شاختار دونتسک در لیگ قهرمانان اروپا از ناحیه ساق پا دچار آسیب دیدگی شد. به صورت جدی دوباره از هفته یازدهم لالیگا در ترکیب اصلی رئال مادرید قرار گرفت. بیل در حال به دست آوردن شرایط آرمان خود در مادرید بود که در ژانویه دوباره مصدومیت سراغش آمد. در مجموع او ۱۴ بازی فصل را به خاطر مصدومیت از دست داد. در آخر فصل بیل به همراه تیم رئال مادرید افتخار بزرگی کسب کرد و برای دومین بار به همراه این تیم قهرمان لیگ قهرمانان اروپا شد. در تاریخ ۲۸ می ۲۰۱۸ هم توانست با زدن ۲ گل به لیورپول تیم رئال مادرید را قهرمان لیگ قهرمانان اروپا کند.
اما در فصل‌های بعد به علت بی نظمی و علاقه شدید به بازی گلف از چشم هوادارها و تیم رئال مادرید افتاد و از این تیم جدا شد.
آخرین تیم باشگاهی او تیم لس آنجلس در لیگ ایالات متحده آمریکا بود که در این تیم از دنیای فوتبال خدا حافظی کرد.

## دوران ملی

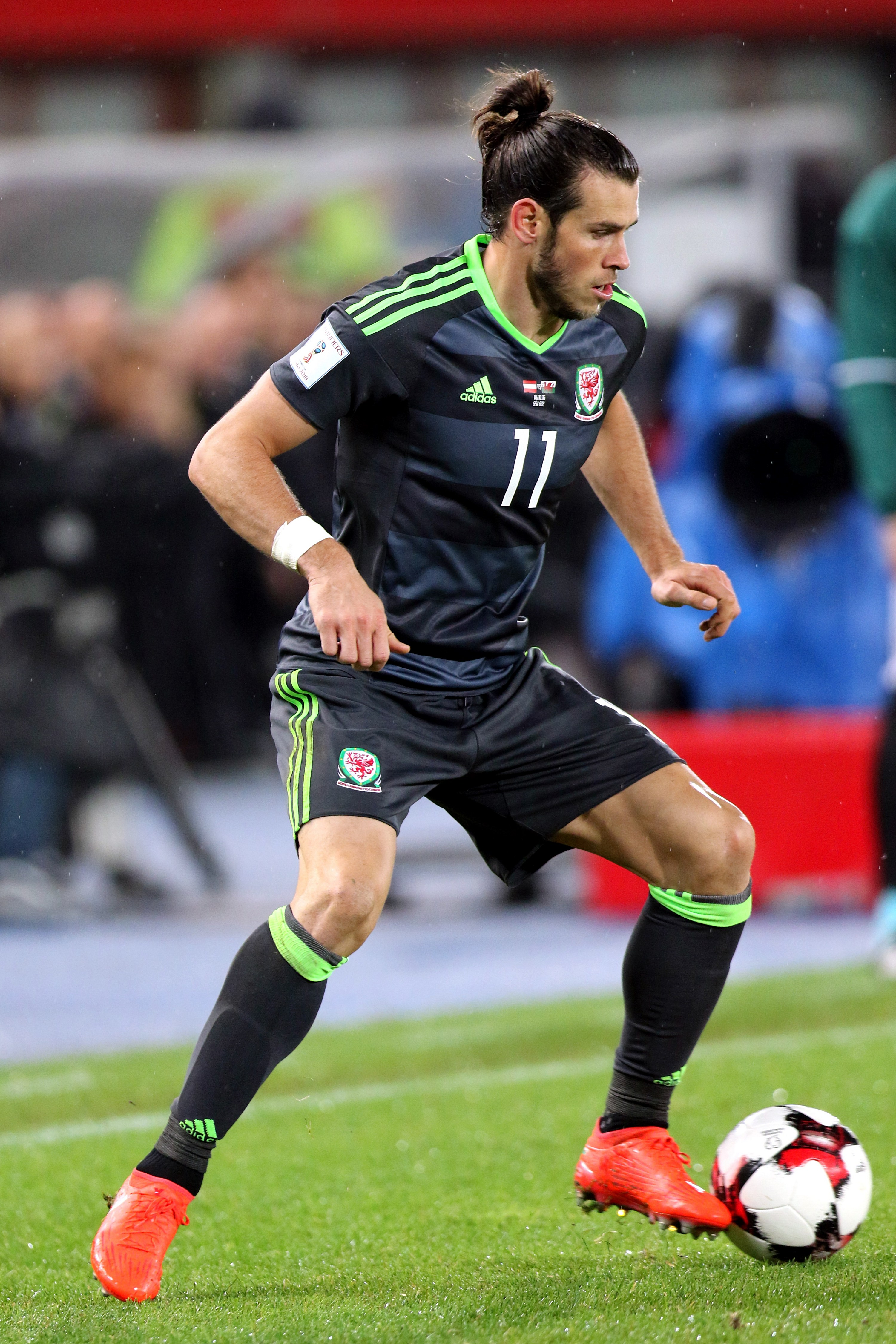
بیل در سال ۲۰۱۶

در رده ملی بیل در ۲۷ می ۲۰۰۶ برای اولین بار با پیراهن قرمز ولز به میدان رفت و جوانترین بازیکن تاریخ این کشور شد که در سال ۲۰۱۲ هری ویلسون رکوردش را شکست. وقتی به میدان رفت ۱۶ سال ۳۱۵ روز داشت. تیم ملی ولز کلاً تیمی موفق نبوده است و گرت در این تیم موفقیت خاصی نداشته است و معمولاً به تورنمنت‌های بزرگ صعود نمی‌کند. اما در انتخابی یورو ۲۰۱۶ آن‌ها بسیار خوب ظاهر شدند و حتی به این رقابت‌ها برای اولین بار در تاریخ راه یافتند و در کمال حیرت تیم دوم جهان (بلژیک) را سه بر یک شکست دادند. امّا در نیمه نهایی، دو بر صفر از از پرتغال باختند امّا همان مقدار در حد کافی شگفتی ساز بود. گرت بیل بازیکنی است که به قدرت بدنی اش و سرعتش شناخته می‌شود و به نظر می‌رسد حضور در خط حمله برای او مناسب تر از خط دفاع باشد. در بازی فیفا ۱۴ از خوشحالی شکل قلب او در کاور منطقه‌های بریتانیا و ایرلند و خاورمیانه استفاده شد. او با بازیکنانی همچون ژاوی و نیمار و رونالدو در کمپین ضد ابولا فیفا حضور داشت. بیل برای اولین بار با تیم ملی ولز به جام ملت‌های اروپا صعود کرد. بیل از عامل‌های رسیدن ولز به یورو ۲۰۱۶ بود. بیل ۷ گل از ۱۱ گل تیمش در مرحله مقدماتی را به ثمر رساند، از جمله گل پیروزی‌بخش مقابل بلژیک و کمک کرد تا تیمی که زمانی در رتبه ۱۱۷ رنکینگ فیفا قرار داشت به جمع ۱۰ تیم اول جدول راه پیدا کند. بیل در سه بازی، سه گل از ۶ گل تیمش را به ثمر رسانده است. در مرحله آخر نیمه نهایی یورو ۲۰۱۶ تیم ملی ولز با برتری ۳ بر ۱ مقابل بلژیک، دست به شگفتی بزرگی زد و در نخستین دوره حضورش در رقابت‌های جام ملت‌های اروپا به مرحله نیمه نهایی این مسابقات راه یافت. همچنین قبل از این دیدار در دو دوره اخیر یورو، بازیکنی نتوانسته بود در هر ۳ بازی مرحله گروهی به گل برسد ولی بیل با گلزنی در دیدار با روسیه موفق شد به چنین رکوردی دست یابد. وی در ۲۲ مارس ۲۰۱۸ با هتریک در مقابل چین با ۲۹ گل بهترین گلزن تاریخ ولز شد.

## خارج از فوتبال

### زندگی شخصی
بیل در مادرید با شریک زندگی خود، اما ریس-جونز، عشق دوران دبیرستانش زندگی می‌کند. دو فرزند اول آن‌ها در کاردیف متولد شدند: یکی در ۲۱ اکتبر ۲۰۱۲ و دیگری در ۲۲ مارس ۲۰۱۶. در ۱۷ ژوئیه‌ی ۲۰۱۶، بیل نامزدی خود را با ریس-جونز اعلام کرد. در ۹ مارس ۲۰۱۸، بیل اعلام کرد که او و نامزدش، در انتظار سومین فرزند خود هستند. در ۸ می ۲۰۱۸، این زوج تولد سومین فرزندشان را اعلام کردند. آن‌ها در ژوئن ۲۰۱۹ ازدواجشان را اعلام کردند.
بیل، وگان و تیتوتالیسم است.

## آمار بازی‌ها

### باشگاهی
| عملکرد            | عملکرد            | عملکرد            | لیگ       | لیگ       | جام      | جام      | قاره‌ای | قاره‌ای | دیگر | دیگر | مجموع | مجموع |
| فصل               | باشگاه            | لیگ               | بازی      | گل        | بازی     | گل       | بازی   | گل     | بازی | گل   | بازی  | گل    |
|                   |                   |                   | لیگ کشوری | لیگ کشوری | جام حذفی | جام حذفی | اروپا  | اروپا  | دیگر | دیگر | مجموع | مجموع |
| ----------------- | ----------------- | ----------------- | --------- | --------- | -------- | -------- | ------ | ------ | ---- | ---- | ----- | ----- |
| ۲۰۰۵–۲۰۰۶         | ساوتهمپتون        | چمپیونشیپ         | ۲         | ۰         | ۰        | ۰        | ۰      | ۰      | ۰    | ۰    | ۲     | ۰     |
| ۲۰۰۶–۲۰۰۷         | ساوتهمپتون        | چمپیونشیپ         | ۳۸        | ۵         | ۱        | ۰        | ۰      | ۰      | ۴    | ۰    | ۴۳    | ۵     |
| مجموع ساوتهمپتون  | مجموع ساوتهمپتون  | مجموع ساوتهمپتون  | ۴۰        | ۵         | ۱        | ۰        | ۰      | ۰      | ۴    | ۰    | ۴۵    | ۵     |
| ۲۰۰۷–۲۰۰۸         | تاتنهام           | لیگ جزیره         | ۸         | ۲         | ۰        | ۰        | ۳      | ۰      | ۱    | ۱    | ۱۲    | ۳     |
| ۲۰۰۸–۲۰۰۹         | تاتنهام           | لیگ جزیره         | ۱۶        | ۰         | ۲        | ۰        | ۷      | ۰      | ۵    | ۰    | ۳۰    | ۰     |
| ۲۰۰۹–۲۰۱۰         | تاتنهام           | لیگ جزیره         | ۲۳        | ۳         | ۸        | ۰        | ۰      | ۰      | ۳    | ۰    | ۳۴    | ۳     |
| ۲۰۱۰–۲۰۱۱         | تاتنهام           | لیگ جزیره         | ۳۰        | ۷         | ۰        | ۰        | ۱۱     | ۴      | ۰    | ۰    | ۴۱    | ۱۱    |
| ۲۰۱۱–۲۰۱۲         | تاتنهام           | لیگ جزیره         | ۳۶        | ۹         | ۴        | ۲        | ۲      | ۱      | ۰    | ۰    | ۴۲    | ۱۲    |
| ۲۰۱۲–۲۰۱۳         | تاتنهام           | لیگ جزیره         | ۳۳        | ۲۱        | ۲        | ۱        | ۸      | ۳      | ۱    | ۱    | ۴۴    | ۲۶    |
| ۲۰۲۰–۲۰۲۱         | تاتنهام           | لیگ جزیره         | ۲۰        | ۱۱        | ۲        | ۱        | ۱۰     | ۳      | ۲    | ۱    | ۳۴    | ۱۶    |
| مجموع تاتنهام     | مجموع تاتنهام     | مجموع تاتنهام     | ۱۶۶       | ۵۳        | ۱۸       | ۴        | ۴۱     | ۱۱     | ۱۲   | ۳    | ۲۳۷   | ۷۱    |
| ۲۰۱۳–۲۰۱۴         | رئال مادرید       | لالیگا            | ۲۷        | ۱۵        | ۵        | ۱        | ۱۲     | ۶      | ۰    | ۰    | ۴۴    | ۲۲    |
| ۲۰۱۴–۲۰۱۵         | رئال مادرید       | لالیگا            | ۳۱        | ۱۳        | ۲        | ۰        | ۱۰     | ۲      | ۵    | ۲    | ۴۸    | ۱۷    |
| ۲۰۱۵–۲۰۱۶         | رئال مادرید       | لالیگا            | ۲۳        | ۱۹        | ۰        | ۰        | ۸      | ۰      | ۰    | ۰    | ۳۱    | ۱۹    |
| ۲۰۱۶–۲۰۱۷         | رئال مادرید       | لالیگا            | ۱۹        | ۷         | ۰        | ۰        | ۸      | ۲      | ۰    | ۰    | ۲۷    | ۹     |
| ۲۰۱۷–۲۰۱۸         | رئال مادرید       | لالیگا            | ۲۶        | ۱۶        | ۲        | ۱        | ۷      | ۳      | ۴    | ۱    | ۳۹    | ۲۱    |
| ۲۰۱۸–۲۰۱۹         | رئال مادرید       | لالیگا            | ۲۹        | ۸         | ۳        | ۰        | ۷      | ۳      | ۳    | ۳    | ۴۲    | ۱۴    |
| ۲۰۱۹–۲۰۲۰         | رئال مادرید       | لالیگا            | ۱۶        | ۲         | ۱        | ۱        | ۳      | ۰      | ۰    | ۰    | ۲۰    | ۳     |
| ۲۰۲۱–۲۰۲۲         | رئال مادرید       | لالیگا            | ۵         | ۱         | ۰        | ۰        | ۲      | ۰      | ۰    | ۰    | ۷     | ۱     |
| مجموع رئال مادرید | مجموع رئال مادرید | مجموع رئال مادرید | ۱۷۶       | ۸۱        | ۱۳       | ۳        | ۵۷     | ۱۶     | ۱۲   | ۶    | ۲۵۸   | ۱۰۶   |
| ۲۰۲۲              | لس آنجلس          | MLS               | ۱۲        | ۲         | ۰        | ۰        | ۰      | ۰      | ۱    | ۱    | ۱۳    | ۳     |
| مجموع لس آنجلس    | مجموع لس آنجلس    | مجموع لس آنجلس    | ۱۲        | ۲         | ۰        | ۰        | ۰      | ۰      | ۱    | ۱    | ۱۳    | ۳     |
| مجموع آمار        | مجموع آمار        | مجموع آمار        | ۳۹۴       | ۱۴۱       | ۳۲       | ۷        | ۹۸     | ۲۷     | ۲۹   | ۱۰   | ۵۵۳   | ۱۸۵   |

### ملی
| ولز   | ولز  | ولز | ولز    |
| سال   | بازی | گل  | پاس گل |
| ----- | ---- | --- | ------ |
| ۲۰۰۶  | ۴    | ۱   | ۱      |
| ۲۰۰۷  | ۷    | ۱   | ۱      |
| ۲۰۰۸  | ۵    | ۰   | ۱      |
| ۲۰۰۹  | ۷    | ۰   | ۰      |
| ۲۰۱۰  | ۴    | ۱   | ۰      |
| ۲۰۱۱  | ۶    | ۳   | ۲      |
| ۲۰۱۲  | ۵    | ۳   | ۰      |
| ۲۰۱۳  | ۵    | ۲   | ۱      |
| ۲۰۱۴  | ۵    | ۳   | ۲      |
| ۲۰۱۵  | ۶    | ۵   | ۱      |
| ۲۰۱۶  | ۱۱   | ۷   | ۱      |
| ۲۰۱۷  | ۳    | ۰   | ۰      |
| ۲۰۱۸  | ۶    | ۵   | ۲      |
| ۲۰۱۹  | ۹    | ۲   | ۲      |
| ۲۰۲۰  | ۴    | ۰   | ۲      |
| ۲۰۲۱  | ۱۳   | ۳   | ۵      |
| ۲۰۲۲  | ۱۱   | ۵   | ۱      |
| مجموع | ۱۱۱  | ۴۱  | ۲۲     |

## افتخارات

### تاتنهام
- جام اتحادیه انگلستان: ۲۰۰۸

### رئال مادرید
- لا لیگا: ۱۷–۲۰۱۶، ۲۰–۲۰۱۹، ۲۲–۲۰۲۱
- کوپا دل ری: ۲۰۱۳–۲۰۱۴
- سوپرجام اسپانیا: ۲۰۱۷، ۲۰–۲۰۱۹، ۲۱–۲۰۲۰
- لیگ قهرمانان اروپا: ۱۴–۲۰۱۳، ۱۶–۲۰۱۵، ۱۷–۲۰۱۶، ۱۸–۲۰۱۷، ۲۲–۲۰۲۱
- سوپرجام اروپا: ۲۰۱۴، ۲۰۱۶، ۲۰۱۷
- جام باشگاه‌های جهان: ۲۰۱۴، ۲۰۱۶، ۲۰۱۷، ۲۰۱۸

### لس آنجلس اف‌سی
ام‌ال‌اس: ۲۰۲۲